# Lake Ruapapa
Der Lake Ruapapa ist ein Stausee zur Stromerzeugung im Wairoa District der Region Hawke’s Bay auf der Nordinsel von Neuseeland.

## Geographie
Der Lake Ruapapa befindet sich rund 26 km nordwestlich von Wairoa und rund 13 km südlich des Lake Waikaremoana. Der längliche, zum Teil geschlängelte Stausee erstreckt sich über eine Länge von rund 5,2 km in Nord-Süd-Richtung und umfasst eine Fläche von 42 Hektar. An seiner breitesten Stelle misst der See rund 220 m in Ost-West-Richtung.
Das Fassungsvermögen des Stausees, der mit der Veröffentlichung in der New Zealand Gazette am 30. April 1987 offiziell seinen Namen bekam, wird mit ca. 2 Millionen Kubikmeter Wasser angegeben.

## Absperrbauwerk
Das 15 m hohe Absperrbauwerk wurde 1986 in Betrieb genommen und besteht aus einem mit Stützpfeilern versehenen gradlinigen Betondamm, der an seinen Flanken mit Erdaufschüttungen versehen ist. Von dem Damm aus führt ein mit einer Abscheidung versehener Einlauf in einen Tunnel, der einen Durchmesser von 2,3 m aufweist. Dieser führt das Wasser zwei im Durchmesser 1,22 m großen Druckleitungen zu, die im Wasserkraftwerk an den Turbinen enden.

## Wasserkraftwerk
Das Wasserkraftwerk, das rund 930 m weiter südsüdwestlich am Waiau River liegt, besitzt zwei Turbinen mit einer Nennleistung von je 2,5 MW, die auf eine jährliche Leistung von 10,4 GWh ausgelegt sind. Das Kraftwerk kann Strom für 1.600 Haushalte erzeugen.
Im Jahr 1999 ging das Wasserkraftwerk zusammen mit dem Stausee in den Besitz der Eastland Group über.